# Joaquín Martínez de la Vega
Joaquín Martínez de la Vega Cisneros (Almería, 23 de junio de 1846 – Málaga, 4 de diciembre de 1905) fue un pintor español, perteneciente al grupo de pintores de la escuela malagueña de pintura. Nacido en Almería aunque desarrollo la mayoría de su vida en Málaga, desde la edad de 20 años.

## Biografía
A la edad de 15 años comienza sus estudios de arte en el instituto de Córdoba. Durante aquellos años, la Diputación de Córdoba realiza un álbum ilustrado, que sería un regalo para la reina Isabel II debido a su visita a la ciudad. Se Pensó que el álbum estuviera dibujado por un artista joven y por tanto novel, con lo que él fue el elegido. Por entonces se hablaba de las precoces dotes para el dibujo de Joaquín, y la Diputación Provincial de Córdoba le pidió que dibujara una serie de láminas.
Estas láminas fueron publicadas y debido a su éxito la Diputación cordobesa le concedió a Martínez de la Vega una beca para que realizara estudios de arte en la Real Academia de Bellas Artes de San Fernando en Madrid. A su entrada en la academia es tutelado artísticamente, por Federico Madrazo, que sería su profesor y quien le transmitiría su conocimiento por las obras de los clásicos, especialmente por Velázquez.
Ya en su etapa en Málaga conoce al pintor Malagueño José Denis Belgrano con el que entabla una gran amistad y realiza diversas colaboraciones.
En 1873 es nombrado profesor de la Academia de Dibujo que creó el Liceo por iniciativa del artista y vicepresidente del área de dibujo de dicha institución.
En 1882 es nombrado como profesor auxiliar de la clase de antiguo, en la escuela de Bellas Artes de Málaga.
En 1897 bautizó como pintor al hijo de su amigo, que había ganado un par de premios. Toda una promesa, que más tarde sería mundialmente conocido como Pablo Ruiz Picasso.
Tanto la ciudad de Málaga como Almería cuentan con una calle con su nombre.

## Sus obras más importantes
En 1870 colabora con José Denis Belgrano en la decoración del techo del Salón De Actos del Liceo, pintando "La Coronación del Dante".
En 1871 recibe la medalla de 3.ª clase en la Exposición Nacional de Madrid, por sus obras: “Un mendigo”, “Retrato de D. Rafael Fajardo”, “Retrato de mi Madre”, “Ocios del Claustro”.
En 1872 realizó una exposición en el Liceo, donde presentó las siguientes obras: “Retrato de señora” y el cuadro titulado “El borracho”.
En 1875 recibe el primer premio otorgado por el Ayuntamiento de Málaga por su obra “La emboscada”.
En 1893 realiza el Ecce Homo debido al fallecimiento de su mujer. En él podemos leer la inscripción que él le hizo y en la que dice “A la memoria de Dolores Casilari de Joaquín Martínez de la Vega. 1893 Rogad a Dios por su alma”.
Realiza el cartel para la Feria de Málaga en los años 1887,1892,1894 y 1895.